# Der Ringer (Band)
Der Ringer ist eine deutsche Indie-Pop-Band aus Hamburg.

## Wirken
Die Musik der Band zeigt Einflüsse aus diversen Genres, unter anderem Post-Punk, Noise-Rock und New Wave. Die Band selbst nennt auch Trap und Cloud-Rap als Einflüsse. In Musik, Text und visueller Ästhetik zeigen sich zuweilen düstere, futuristische Elemente, die den Genres Gothic und Cyberpunk zugeordnet werden können. Ende Januar 2017 erschien über das Label Staatsakt ihr Debüt-Album Soft Kill. Dieses wurde auf diversen Touren als Support von unter anderem Isolation Berlin, Oracles, Drangsal und Dagobert sowie auf einer eigenen Tour gespielt. Im Oktober 2017 ging die Band in Kooperation mit dem Goethe-Institut auf eine sechswöchige Südost- und Ostasien-Tour. 2018 verließ Keyboarder Jonas Schachtschneider die Band.
Im April 2022 veröffentlichte die Band ihr zweites Album XP. Im Jahr 2023 verkündete die Band via Social Media, auf unbestimmte eine Pause einlegen zu wollen.

## Rezeption
Die Kritiken für das Debüt fielen überwiegend positiv aus. Plattentests.de vergab eine 8/10 und schrieb: „Der Ringer machen es dem Hörer nicht leicht über sie zu urteilen, das Spektrum dürfte dabei von ‚gequirlter Scheiße‘ bis hin zum Messias-Vergleich reichen.“ Der Musikexpress vergab 4 von 6 Sternen und stellte fest: „Ian Curtis hätte Soft Kill vermutlich gefallen, aber nur an seinen dunkelsten Tagen.“ Prettyinnoise.de vergab eine 7/10.
Auch für das zweite Album der Band, XP, gab es überwiegend positive Kritiken, Plattentests.de vergab etwa eine 7/10.

## Diskografie
- 2013: Das Königreich liegt unter uns (EP, Euphorie)
- 2016: Glücklich (EP, Grüne Wasser Weblog Rec / Euphorie)
- 2016: Ich gehör nur mir allein (Split-EP mit Isolation Berlin, Staatsakt)
- 2017: Soft Kill (Album, Staatsakt)
- 2019: Heart of Darkness (Single, Grüne Wasser Weblog Rec)
- 2022: XP (Album, Pennywine Records)